# Live at Madison Square Garden 1978 (video)
Live at Madison Square Garden 1978 (2009) è un video del gruppo progressive rock inglese Jethro Tull che raccoglie brani dal vivo tratti dal concerto tenuto dalla band al Madison Square Garden di New York il 9 ottobre 1978.

## Tracce
Start of Concert Recording (Audio Only)
1. Sweet Dream
2. One Brown Mouse
3. Heavy Horses
Start of the Broadcast - Video
4. Opening
5. Thick as a Brick
6. No Lullaby (inc Flute Solo)
7. Songs from the Wood
8. Band intro
9. Quatrain
10. Aqualung
11. Locomotive Breath (inc Dambusters March)
End Of Broadcast - Video (During Locomotive Breath)
12. Too Old to Rock 'N' Roll: Too Young To Die
13. My God/Cross-Eyed Mary
Encore
14. Locomotive Breath (inc Dambusters March)

## Formazione
- Ian Anderson - voce, flauto traverso, chitarra acustica
- Martin Barre - chitarra elettrica
- John Evan - tastiere
- David Palmer - tastiere
- Barriemore Barlow - batteria, glockenspiel
- Tony Williams - basso